# Bistum Saint-Dié
Das französische Bistum Saint-Dié (lateinisch Dioecesis Sancti Deodati, französisch Diocèse de Saint-Dié) wurde 1777, in der Spätzeit des Ancien Régime, errichtet. Hierzu wurde das Kollegiatstift umgewandelt in ein Domkapitel, die Stiftskirche zur Kathedrale erhoben und auf entlegenen Gebieten des Bistums Toul diese Diözese gegründet. Es gehörte zur Kirchenprovinz Trier. Nachdem das Bistum durch das Konkordat von 1801 zu Nancy gekommen war, wurde es am 6. Oktober 1822 wieder errichtet, wobei es nun dem Erzbistum Besançon als Suffraganbistum unterstellt wurde. Seit 1944 befinden sich Bischofssitz und Ordinariat in Epinal, dem Hauptort des Departements, doch wurde dort keine neue Kathedrale errichtet.

## Weblinks

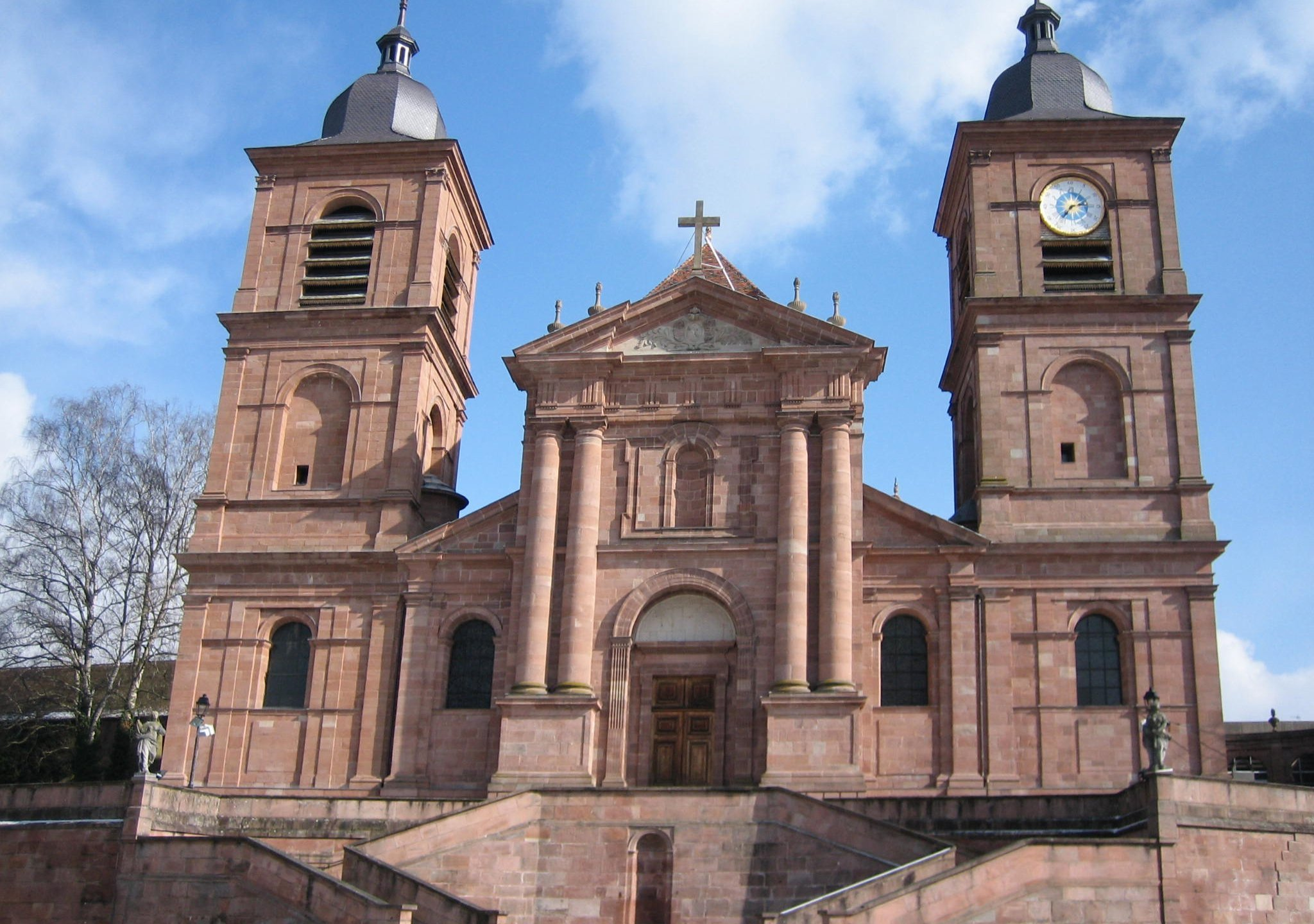
Kathedrale von Saint-Dié